# تومي إيوينغ
تومي إيوينغ (بالإنجليزية: Tommy Ewing)‏ (2 مايو 1937 في المملكة المتحدة - ) هو مدرب كرة قدم ولاعب كرة قدم بريطاني في مركز جناح ‏. شارك مع منتخب اسكتلندا لكرة القدم. أما مع النوادي، فقد لعب مع أستون فيلا ونادي بارتيك ثيسل وهاميلتون أكاديميكال ورابطة كرة القدم الاسكتلندية الحادية عشر ‏ ونادي غرينوك مورتون.

## وصلات خارجية
- تومي إيوينغ على موقع الاتحاد الإسكتلندي (الإنجليزية)
- تومي إيوينغ على موقع قاعدة بيانات كرة القدم.إي يو (الإنجليزية)